# Die einzige Sünde

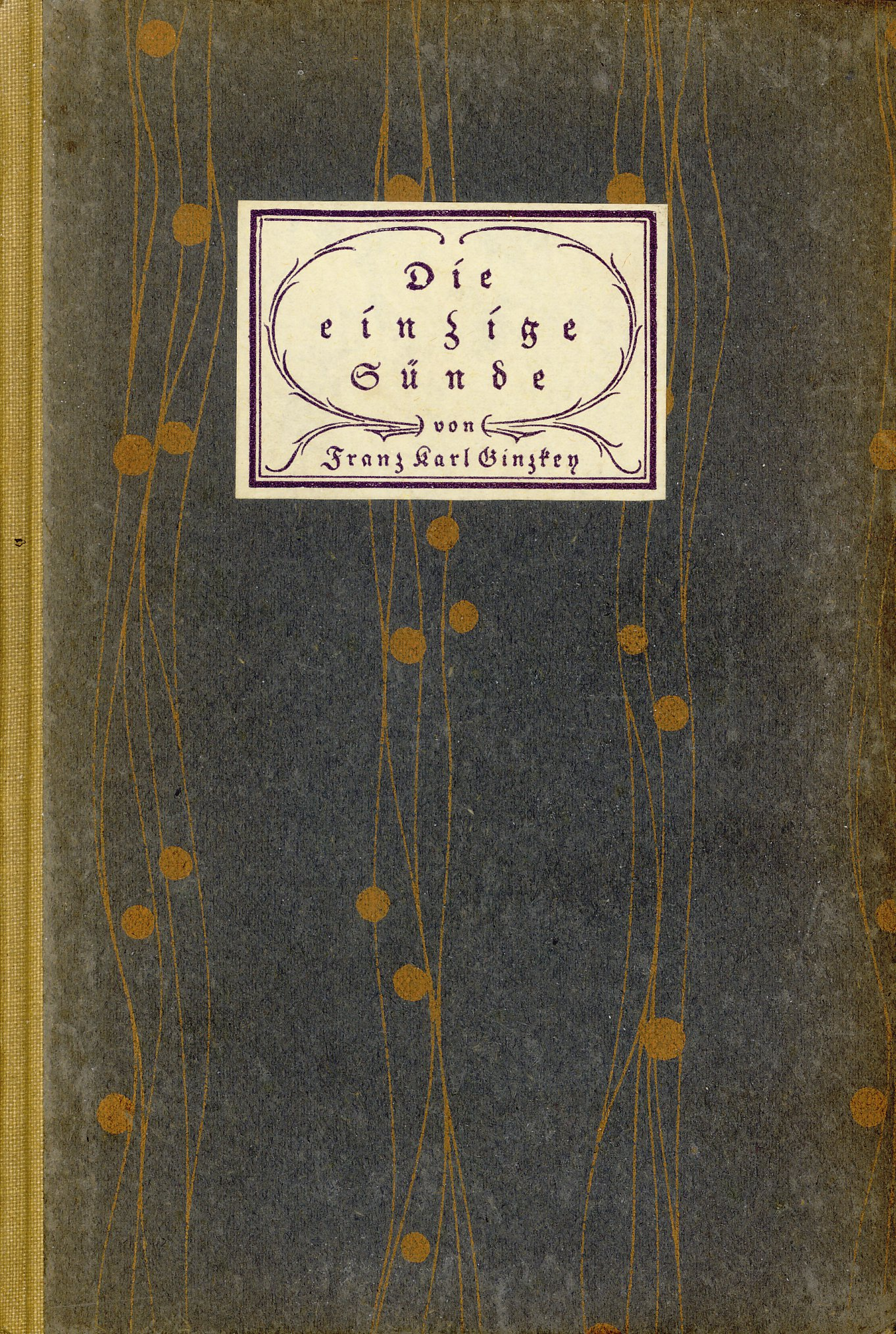
Erstausgabe von Ginzkeys Die einzige Sünde, 1920

Die einzige Sünde ist eine Erzählung des österreichischen Schriftstellers Franz Karl Ginzkey, die 1920 erschien.
Die in Salzburg geschriebene Erzählung schildert eine tragische Liebesgeschichte vor dem Hintergrund des Ersten Weltkriegs. Die in den Südtiroler Dolomiten spielende Rahmenhandlung umschließt die eigentliche Erzählung um Entsagung und ungezügelte Leidenschaft. Einen großen Stellenwert im Buch nimmt die Bergwelt und eine ausgesprochene Naturmystik ein.

## Inhalt
Der Autor schildert ein merkwürdiges Erlebnis, das er während des Ersten Weltkriegs hatte, als er im Karerseehotel am Fuße des Rosengartens in den Dolomiten einquartiert war. Dieses große Nobelhotel war nun nur von einer Handvoll österreichischer Offiziere bewohnt, wo sonst zahlreiche Reisende die Bergwelt genossen hatten. Dort wurde der Autor mit einem Major näher bekannt, der sich als der bekannte Schriftsteller Degenhart herausstellte.
Eines Tages kam der Flieger Brendelin ins Hotel, der die Gabe hatte Lieder zur Laute vortragen zu können und dies auch gerne bei jeder sich bietenden Gelegenheit tat. Außerdem richtete er Degenhart Grüße eines dem Autor unbekannten Offiziers aus. Degenhart verfiel sofort in eine Nachdenklichkeit, die dem Autor dann besonders stark während des Vortrags von Brendelin auffiel, während die anderen Soldaten sich freuten und mitsangen. Degenhart verließ die Veranstaltung um draußen in der Dunkelheit vor dem Hotel auf- und abzugehen. Auch der Autor hatte bald genug und traf im Freien auf Degenhart, der nun begann, diesem sein merkwürdiges Verhalten zu erklären und ihm seine Geschichte zu erzählen.
Der Autor hatte im Gespräch zuvor einmal einen Aufsatz Degenharts über die Einsamkeit sehr gelobt, der ihm als das beste erschien, das dieser jemals geschrieben hatte. Degenhart kam nun darauf zurück und erzählte, dass er nach Erscheinen des Artikels einen Brief einer ihm unbekannten Dame erhielt, die ebenfalls sehr davon beeindruckt war. Sie hielt ihn für einen Seelenverwandten, dem sie gerne ihre Lebensgeschichte beichten würde, wenn er es erlaube. Und so schrieb sie ihm einen Brief. Degenhart, der sie zuerst für ein überspanntes Frauenzimmer hielt, wurde von diesem Brief aber sehr berührt.
Agnete, wie die Frau hieß, hatte geheiratet, war aber bald sehr schwer erkrankt, worunter auch ihr Mann litt. Als sie beschloss, ihm seine Freiheit in manchen Dingen zurückzugeben, da erfuhr sie, dass er schon längst eine Geliebte hatte. Damit war er ihrem Herzen nunmehr abgestorben, gleichwohl sie aber mit ihm verheiratet blieb. Vor der inneren Einsamkeit fand sie Trost und Frieden in der Natur. Einmal flammte ihre Leidenschaft noch auf, als sie den Sänger Brendelin kennenlernte. Doch auch hier folgte die Enttäuschung. Um ihre Krankheit zu besiegen, war sie bereit sich Operationen zu unterziehen und Kuraufenthalte zu nehmen.
Anstatt Agnete ihren Frieden zu lassen, den sie endlich gefunden hatte, erwachte in Degenhart aber der Wunsch, diese faszinierende Frau persönlich kennenzulernen. Nachdem sie zunächst miteinander korrespondiert hatten, traf er Agnete in Innsbruck, wo sie mit ihrem Mann Aufenthalt genommen hatte. Dem Ansturm seiner Worte war sie nicht imstande zu widerstehen, und aus ihrer Seelenruhe wurde sie wieder in Leidenschaft gestürzt. Doch da sie aufgrund ihrer Erkrankung keine Aufregung vertrug, war sie zwei Wochen später tot. Ihr Bruder, ein Alpinist, verstreute ihre Asche an einer unzugänglichen Stelle des Rosengartens.
Degenhart hatte seine Erzählung, hier in unmittelbarer Nähe, an deren Stelle Agnetens sterbliche Überreste ruhten, sehr erschüttert. Er fühlte sich schuldig an ihrem Tode, obwohl ansonsten kein Mensch ihn dafür verantwortlich gemacht hätte. Am nächsten Morgen war Degenhart verschwunden. Er hatte seinen Weg hinauf zum Rosengarten genommen und war nicht mehr zurückgekehrt. Im Tode waren die zwei Menschen nun im Schoße jener Natur endlich vereint, die sie beide so sehr geliebt hatten.

## Ausgaben
- Die einzige Sünde. L. Staackmann, Leipzig 1920
- Die einzige Sünde. Mit 7 Bildern von der Rosengartensage aus dem künstlerischen Nachlass Richard Teschners. Hollinek, Wien 1948
- Ausgewählte Werke in vier Bänden. Bd. 2 Novellen. Kremayr & Scheriau, Wien 1960